# ميغيل سباستيان غاسكون
ميغيل سباستيان غاسكون هو أستاذ جامعي واقتصادي وسياسي إسباني، ولد في 13 مايو 1957 في مدريد في إسبانيا. انتخب وزير الصناعة والطاقة والسياحة ‏ (14 أبريل 2008 – 22 ديسمبر 2011).